# Die zwei Söhne
Die zwei Söhne ist eine der siebzehn Erzählungen aus den Kalendergeschichten von Bertolt Brecht. Wie bei anderen Erzählungen aus diesem Buch, handelt es sich um eine Geschichte, die eine wichtige Lehre für das Leben beinhaltet.

## Entstehung
Die Geschichte „Die zwei Söhne“ entstand im Jahre 1946, während Bertolt Brecht im Exil war. Sie wurde erstmals 1949 in den Kalendergeschichten veröffentlicht. Zudem erschien das Werk 1970 als eine Episode namens Aus unserer Zeit  des deutschen Spielfilms der DEFA unter der Regie verschiedener Regisseure.

## Inhalt
In der Geschichte handelt es sich um die Frage nach der wahren Mutter. Dies erkennt man am Beispiel der Bäuerin, die in einem russischen Kriegsgefangenen und somit in einem eigentlichen Feind auf einem Bauernhof in Thüringen das Gesicht ihres leiblichen Sohnes sieht.  Im Verlaufe der Geschichte kehrt dieser als völlig veränderter SS-Mann aus dem Hitlerkrieg zurück. Die Gefangenen Zwangsarbeiter schmieden daraufhin Fluchtpläne, die jedoch später aufgedeckt werden. Der Hofbesitzer, der Bruder der Bäuerin, ein Kriegsinvalider, plant, die Zwangsarbeiter zu ermorden, da die Gefahr besteht, dass diese die Rückkehr des Sohnes der nahenden Roten Armee berichten könnten. Die russischen Zwangsarbeiter entkommen allerdings, und kurz darauf steht die Rote Armee vor der Tür. Die Bäuerin kann ihren Sohn versteckt halten, worauf dieser jedoch die Absicht äußert, an die Front zurückzukehren. Die Bäuerin, als Mutter, kann nicht zulassen, dass ihr Sohn im Krieg stirbt. Nach einer Auseinandersetzung der beiden übergibt sie ihn der Roten Armee. Ihr Ziel ist es, den Sohn auf jede erdenkliche Weise am Leben zu erhalten. Somit könnte man die Mutter als Trägerin des Humanismus bezeichnen, was als mögliche Absicht des Autors gelten kann.

## Form
Die Erzählung ist eine typische Kurzgeschichte mit einem offenen Ende, auktorialem Erzähler und keinerlei Absätzen. Sie ist im Präteritum geschrieben.

## Deutung/Interpretation
Die Bäuerin entwickelt sich im Verlaufe der Geschichte zu einer Verkörperung des Humanismus. Sie fängt an, die sogenannten Untermenschen zu verstehen und sie als Menschen zu beachten. Umso schwieriger ist es für sie, als ihr leiblicher Sohn als völlig veränderter SS-Soldat nach Hause kommt. Dieser möchte am selben Abend zusammen mit seinem Onkel die russischen Zwangsarbeiter umbringen. Die Bäuerin kann dieses Verhalten jedoch nicht nachvollziehen, möchte ihn disziplinieren und ihr humanes Denken weitergeben. Schlussendlich überwiegt die Mutterliebe im Zusammenhang mit dem Verstand, so dass sie ihren Sohn der Roten Armee in Kriegsgefangenschaft übergibt. Die Hauptsache ist schließlich, dass er lebt.

### Provozierender Titel
Der Titel „Die zwei Söhne“ kann als Provokation angesehen werden, da es sich eigentlich nicht um zwei Söhne, sondern nur um eine Halluzination der Mutter handelt.

### Halluzination
Die Bäuerin lebt mit der Vorstellung, dass die Russen Untermenschen sind. Anfangs sieht sie den jungen Zwangsarbeiter nur als Unmenschen an, doch nach und nach entdeckt sie in ihm ihren leiblichen Sohn. Diese Halluzination wiederholt sich danach noch einige Male.
Sie kümmert sich um die Gefangenen und erkennt langsam die Menschen in ihnen. Die Vision des Unmenschen hört somit vollständig auf, als sie ihnen bei ihrem Fluchtplan behilflich ist. Schlussendlich beginnt die Bäuerin, menschlich zu sein, und verkörpert hiermit den Humanismus in einer inhumanen Welt.

### Humanismus
Die Geschichte beschäftigt sich primär mit dem Gedanken der Humanität bzw. des Humanismus. Die Bäuerin nimmt den jungen, kränklichen Zwangsarbeiter, der eigentlich als Feind gilt, auf eine menschliche Art und Weise wahr. Bertolt Brecht verwendet hierbei den Marxismus, der den Humanismus nicht an einem Ideal festlegt, wie der antike Humanismus, sondern auf eine klassenlose Gesellschaft abzielt, ähnlich dem Kommunismus.

### Kriegsstrategie
Nach einer alten chinesischen Kriegsstrategie war die Rote Armee dazu verpflichtet, russische Kriegsgefangene zu töten, da diese nicht genügend Kampfgeist hatten und somit gefangen genommen wurden. Dadurch sollte das Adrenalin zum Sieg gesteigert werden, da mehr Männer versuchen, nicht in Gefangenschaft genommen zu werden und so schlussendlich umzukommen. Deutsche Kriegsgefangene musste die Rote Armee jedoch nicht töten. Aus diesem Grund übergibt die Bäuerin ihren Sohn in die russische Kriegsgefangenschaft.

## Wirkung/Rezeption
Als das Buch Kalendergeschichten heraus kam, war es anfangs eher unbeliebt. Erst in den 60er, 70er Jahren wurde es mehr gelesen. Am Ende des 20. Jahrhunderts gewann das Buch immer mehr an Bekanntheit und wurde gerne als Schullektüre verwendet, da es keine größeren unlösbaren Probleme aufweist. Zudem sind die Texte ohne akademisches Wissen leicht zu verstehen.